# Diminution

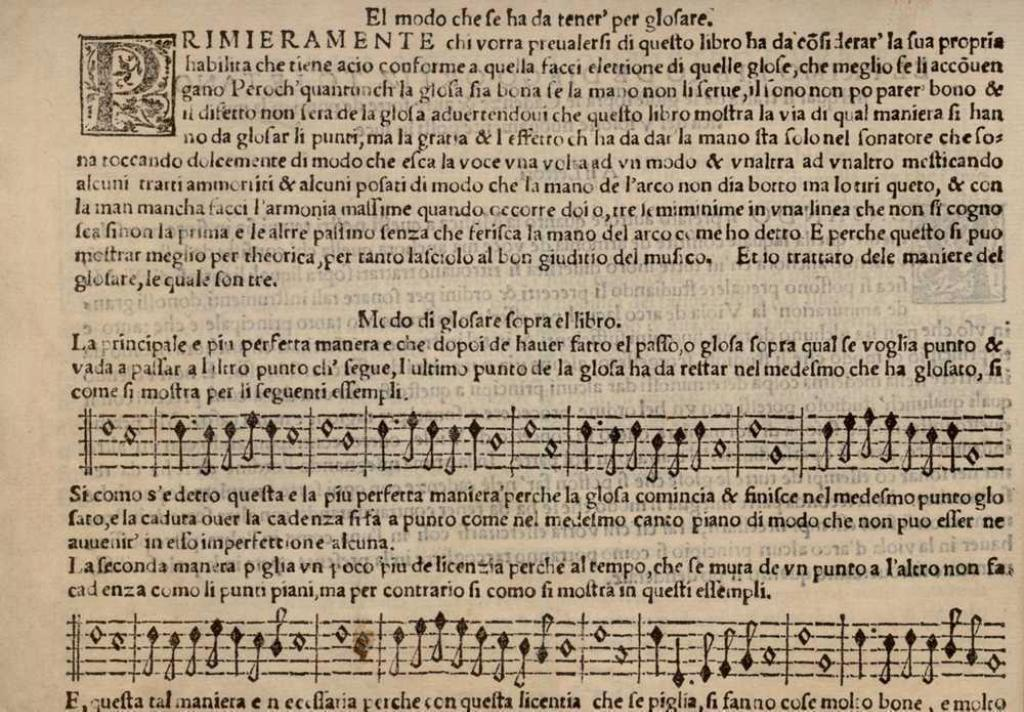
Extrait du livre El Primo Libro de Diego Ortiz ... Nel qual si tratta delle Glose représentant le rythme et les intervalles génériques. Observez le processus de diminution (c'est-à-dire de division) suggéré par le compositeur, en référence aux figures rythmiques des parties musicales supérieure et inférieure.

En musique occidentale, le terme diminution désigne trois procédés : le premier, utilisé dans la notation mensuraliste des XVe et XVIe siècles, raccourcit le chant ; le second, dans l'écriture polyphonique, réduit les valeurs des notes d'un motif, d'un thème ; le dernier est une façon d'orner une mélodie.

## Notation mensuraliste
La notation mensuraliste permet d'indiquer le raccourcissement du chant selon des proportions dites diminuantes : « proportio  dupla » ou simplement « dupla » indique le rapport 2/1, « proportio tripla » ou simplement « tripla » indique le rapport 3/1 ; le « quadrupla » étant le rapport 4/1, etc.
Le procédé est employé pour la partie de ténor dès le XIVe siècle par Philippe de Vitry et Guillaume de Machaut. 
Le procédé inverse étant l'augmentation.

## Procédé contrapuntique
Le procédé de diminution, couramment rencontré dans la composition des fugues, est une figure typique de l'imitation en contrepoint rigoureux. Il consiste à représenter un thème, un motif dans des valeurs rythmiques diminuées par rapport à leurs durées initiales. Une blanche devenant une noire dans la représentation. Il s’apparente au procédé de la strette.

## Ornementation
Il s'agit, lors de la reprise d'une pièce vocale ou instrumentale, de l'ajout, souvent improvisé, d'une ou plusieurs notes dans l'intervalle de deux notes de la mélodie originale, permettant aux musiciens de donner un caractère brillant et enjoué à l'exécution de la phrase. Cette pratique était courante au XVIe siècle et très employée au siècle suivant.

## Redécouverte
La pratique non écrite de la musique a longtemps été abordée par les historiens comme un phénomène périphérique d'importance moindre, prise en considération uniquement lorsque l'étude de la musique polyphonique y mène indubitablement. C'est le cas par exemple de la musique polyphonique liturgique, d'une telle pratique, plus tardive, dans le faux-bourdon, ou encore de certaines formes de la musique instrumentale des  XVIIe et XVIIIe siècles, telles que la toccata et la fantaisie, liées assurément à la pratique de l'improvisation. 
En 1979 est paru Italienische Diminutionen, le premier recueil réunissant, dans un unique volume, l'ensemble des pièces avec plus d'une diminution de 1533 à 1638. Il s'agit d'un travail mené avec la Schola Cantorum de Bâle, dont Richard Erig a présenté une première compilation et évaluation du contenu dans deux articles publiés en 1971 et 1972, dans le cadre de son diplôme sur les instruments à vent historiques (flûte à bec et hautbois / chalemie). La suite de son étude a été financée par le département de recherche de l'école. Vernika Gutmann a, elle, préparé le travail d'Erig pour l'impression, ainsi que les commentaires concernant les instruments à cordes et les sources.

### Ouvrages
- William Dongois (dir.), Semplice ou passeggiato : Diminution et ornementation dans l'exécution de la musique de Palestrina et du stile antico, Droz - Haute école de musique de Genève, 2014, 336 p. (ISBN 978-2-600-01868-5)
- (en + de) Richard Erig et Veronika Gutmann, Italienische Diminutionen, Amadeus, 1979, 23 x 30 cm (ISBN 3-905049-00-7 et 978-3-905049-00-8, ASIN 3905049007)
- Howard Mayer Brown (trad. Jacques Gouelou), L'ornementation dans la musique du XVIe siècle, Presses Universitaires de Lyon, 1991, 112 p. (ISBN 978-2-7297-0387-5)

### Articles
- William Dongois, « La pratique de la diminution à la lumière de la Fontegara (1535) de Silvestro Ganassi » [PDF]